# Paulo Bentes
Paulo de Meneses Bentes, ou simplesmente Paulo Bentes, (Manaus, 19 de agosto de 1908 – Rio de Janeiro, 5 de dezembro de 1979) foi um advogado, engenheiro agrônomo, jornalista e político brasileiro, outrora deputado federal pelos estados do Amazonas e do Pará.

## Dados biográficos
Filho de Antônio da Gama Bentes e Ester de Meneses Bentes. Advogado e engenheiro agrônomo, foi também jornalista, escritor e poeta. Fundador da Academia Acriana de Letras e da Academia Carioca de Letras, trabalhou como procurador da Justiça Eleitoral no Acre e fundou a Legião Amazônica, entidade destinada a defender os recursos naturais da região. Diretor de colônias agrícolas nos estados do Amazonas, Pará e Bahia, exerceu cargos semelhantes na Superintendência do Plano de Valorização Econômica da Amazônia (SPVEA) e no Jardim Botânico de Brasília.
Ingressou na UDN pouco antes de findo o Estado Novo e foi eleito suplente de deputado federal pelo Amazonas em 1947, sendo efetivado em 1949 com a morte de Vivaldo Lima. Não reeleito em 1950, Paulo Bentes transferiu-se para o Pará onde elegeu-se deputado federal via PSD em 1954. Contudo, seu novo mandato foi breve, pois em 6 de fevereiro de 1955 foram realizadas eleições suplementares onde Teixeira Gueiros e Paulo Bentes foram realocados como suplentes, enquanto Gabriel Hermes e Lobão da Silveira tornaram-se parlamentares efetivos. Convocado a exercer o mandato, Paulo Bentes disputou um mandato de deputado federal pelo PSP do antigo Distrito Federal em 1958, mas não obteve sucesso. No ano seguinte foi nomeado presidente do Banco da Amazônia.
Quando o Regime Militar de 1964 impôs o bipartidarismo sob o tacão do Ato Institucional Número Dois, Paulo Bentes seguiu para o MDB. Não obstante a isso, trabalhou como assessor especial (1975-1977) do general Osvaldo Domingues, secretário de Segurança do Rio de Janeiro durante o governo Faria Lima.